# غار کرمانچی
غار کرمانچی در روستای کرمانچی در شهرستان ایرانشهر قرار دارد. این غار فاقد چشمه و منابع آبی است و زیستگاه انواع خفاش محسوب می‌شود. در انتهای غار روزنه کوچکی وجود دارد که عبور از آن غیرممکن است.

## ویژگی‌ها
غار کرمانچی در ارتفاعات شمال غرب بزمان، در محور دره آهو و یک کیلومتری روستای کرمانچی و ۱۰۲۸ متر ارتفاع از سطح دریا قرار دارد. غار به صورت زیر زمینی بوده و ورودی آن شیب تندی دارد. طول آن ۱۰۰ متر می‌باشد دارای دو دهنه است که بعد از ۴۰ متر مسافت در قسمت کف غار به یک دهنه تبدیل می‌شود.
این غار زیستگاه جمعیت قابل توجهی از انواع خفاش است که دارای ارزش علمی و تحقیقی می‌باشد. علاوه بر غار کرمانچی، غار گربودار و غار هودیان در حاشیه منطقه شکار ممنوع بزمان هستند.